# NGC 1291
NGC 1291 je prstencová galaxie v souhvězdí Eridanu. Od Země je vzdálená 31,6 milionů světelných let. Objevil ji James Dunlop 2. září 1826, ale nezávisle na něm ji 1. listopadu 1836 objevil i John Herschel. Galaxie se tak dá vyhledat i pod označením NGC 1269, jak byl zaznamenán Herschelův objev.
Tuto galaxii je možné pozorovat i menším hvězdářským dalekohledem, ovšem ve střední Evropě vůbec nevychází nad obzor. Leží 4° jihovýchodně od hvězdy Acamar (θ Eri). Její jasné jádro tvoří převážně staré hvězdy a obepíná jej prstenec mladých horkých hvězd.